# Odörspindling
Odörspindling (Cortinarius mussivus) är en svampart som först beskrevs av Elias Fries, och fick sitt nu gällande namn av Melot 1987. Odörspindling ingår i släktet Cortinarius och familjen spindlingar.  Arten är reproducerande i Sverige. Inga underarter finns listade i Catalogue of Life.
I den svenska databasen Dyntaxa används istället namnet Cortinarius russus för samma taxon.  Arten är reproducerande i Sverige.